# Takielunek ułamkowy

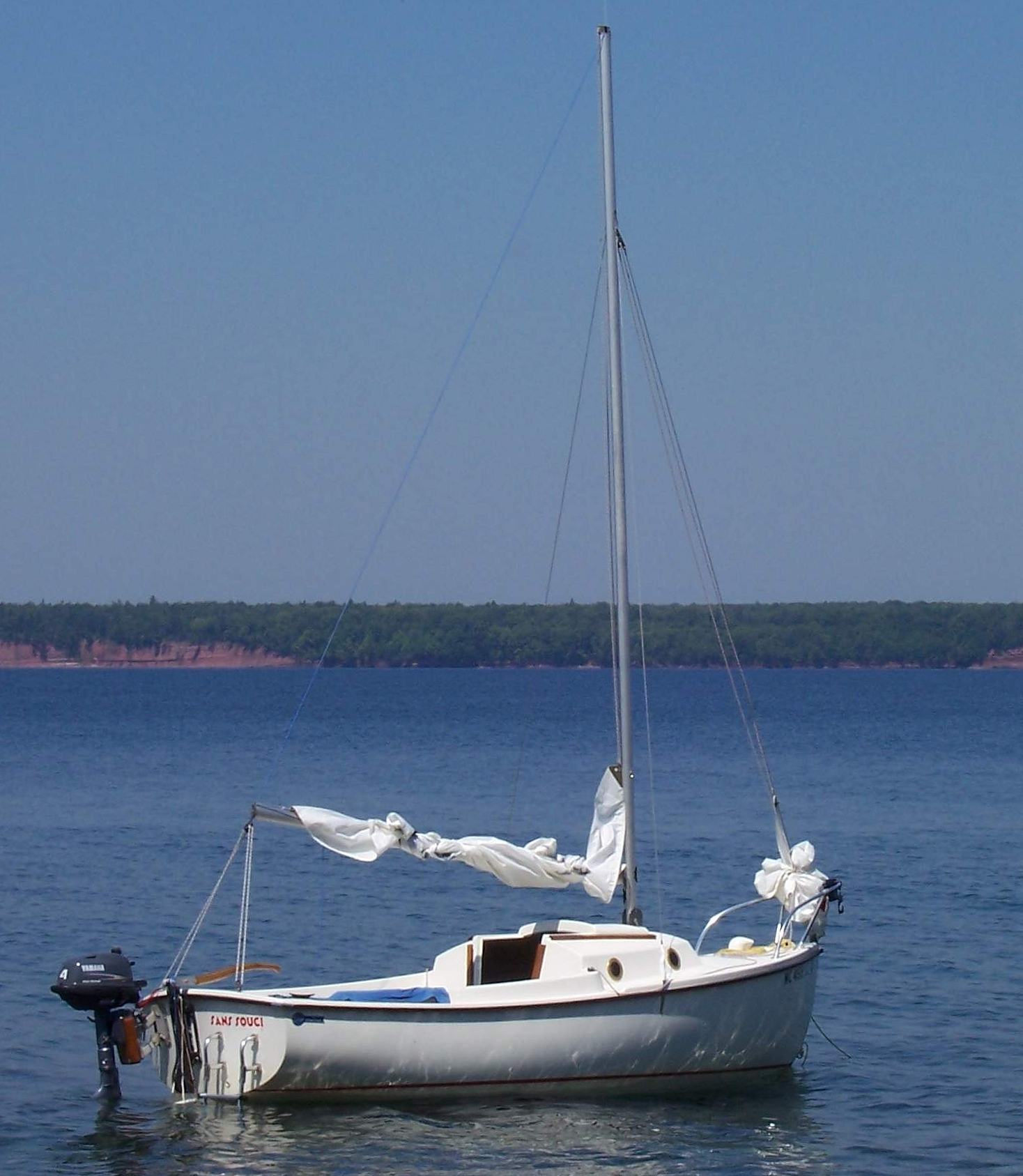
Takielunek ułamkowy

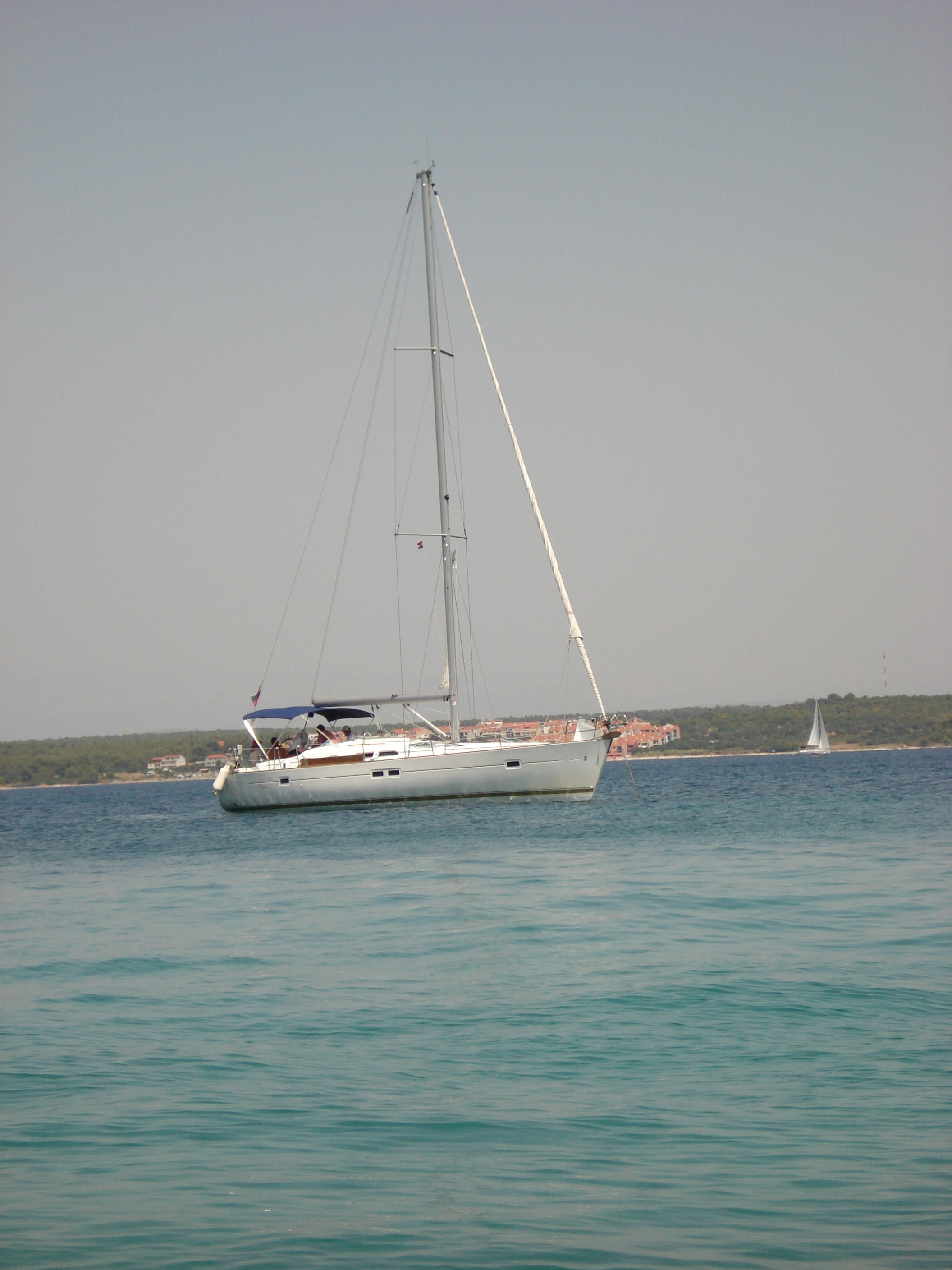
Takielunek topowy

Takielunek ułamkowy (olinowanie niskie) - termin żeglarski oznaczający sposób olinowania masztu, gdzie najwyższy sztag zamocowany jest poniżej topu masztu. 
Często określając ten rodzaj takielunku podaje się ułamek, mówiący o wysokości zamocowania sztagu w stosunku do wysokości całego masztu: "takielunek 7/8" oznacza, że sztag zamocowano w punkcie odległym od topu o 1/8 długości masztu. Aby przeciwdziałać zginaniu górnej części masztu do tyłu (pomiędzy punktem mocowania sztagu a topem masztu z zamocowanym achtersztagiem lub baksztagami) bywa stosowany układ jumpsztag + jumpsaling.
Takielunek, gdzie sztag zamocowany jest na topie masztu określa się mianem takielunek topowy.